# Farmerama
Farmerama je internetová hra založená na simulaci farmaření. Cílem hry je získávat zkušenosti plněním zadaných farmářských úkolů, díky čemuž se rozšiřují možnosti pěstování plodin, chovu zvířat a dalších farmářských aktivit.
Hra v roce 2010 vyhrála European Games Award v kategorii Best European Browser Game a Mashable Awards v kategorii Best Online Game.
Online hra Farmerama byla vyvinuta firmou Bigpoint 1. října 2009 a stále se rozvíjí. V listopadu 2010 ji hrálo přes 17 milionů registrovaných uživatelů ve 30 různých jazycích. Na začátku srpna 2011 pak Bigpoint na svých stránkách uváděl přes 30 milionů hráčů, na konci téhož roku jich bylo o dalších pět milionů více. Celá hra je postavená na dnes již zastaralé a potenciálně nebezpečné technologii Flash, uživatel je tak nucen tento zastaralý doplněk ručně povolit.

## Lokace
Hra obsahuje dva podnebné pásy: mírný a tropický. Mírný pás se nazývá stejně jako celá hra, Farmerama, tropický pak Bahamarama. Hráč začíná ve Farmeramě, a aby se mu odemkl vstup do Bahamaramy, potřebuje nejdříve otevřít lesní mýtinu a nasbírat 50 hvězd. Ty lze získat celkem čtyřmi způsoby: postupem do dalšího levelu, splněním úkolu v družstvu, zadáním bonusového kódu a můžete je vyhrát i na kole štěstí.
I na lesní mýtině je možné pěstovat plodiny, je však nejdříve potřeba zakoupit ornou půdu ve stromu moudrosti. Runy na tomto stromě pak slouží jako seznam věcí, které lze aktuálně ve stromu moudrosti za hvězdičky vyměnit.

## Plodiny
Plodiny jsou spolu se zvířaty hlavní komoditou, kterou se na farmě pěstují, je jich několik desítek druhů. Jejich pěstování je důležité pro postup do vyšších levelů. Za sklízení různých plodin získáváte odlišné množství zkušeností. Některé plodiny lze pěstovat od začátku, jiné až po otevření vyšších levelů.

## Stromy
Dalším, co ve Farmeramě lze pěstovat, jsou stromy. I těch je několik desítek druhů. Rostou déle, než plodiny, ale přinášejí často více zkušenostních bodů. I zde platí, že některé stromy můžete pěstovat až po otevření vyšších levelů. Některé jsou pak dostupné pouze při speciálních akcích.

## Levely
Levelů je celkem 999
- 1. level 0-250
- 2. level 251-700
- 3. level 701-1300
- 4. level 1301-2050
- 5. leval 2051-2980
- 6. level 2981-4000
- 7. level 4001-5050
- 8. level 5051-6550
- 9. level 6551-8000
- 10. level 8001-10180
- 11. level 10181-12840
- 12 level 12841-16247
- 13 level 16248-19750
- 14 level 19751-24027
- 15 level 24028-